# 蒙大那副南鰍
蒙大那副南鰍（學名：Paraschistura montana），為輻鰭魚綱鯉形目條鰍科副南鰍屬的其中一種。分布於亞洲印度喜馬偕爾邦淡水流域，體長可達12.1公分，棲息在礫石底質河川底層水域，生活習性不明。

## 扩展阅读
維基物種上的相關：蒙大那副南鰍